# SRSホールディングス
SRSホールディングス株式会社（英: SRS HOLDINGS CO.,LTD.）は、和食ファミリーレストラン「和食さと」、定食屋「宮本むなし」などを運営する企業を傘下に持つ持株会社。東証プライムに上場している。本社は大阪府大阪市。

## 概要
会社帰りのサラリーマン向けに手軽な鍋料理と寿司とを出す店として創業。続いてファミリーレストランとして洋食店舗を展開していった。その後、カフェテリア形式の和食レストランの「健菜ごはん たわわ」、洋食ファミリーレストランの「まんぷく食堂　エブリデイズ」、ステーキファミリーレストランの「ステーキ&ステーキ」、居酒屋の「さとほうじゅん」、「馳走厨房芳醇」も運営するも撤退し、洋食店舗を和食店舗に転換・一本化して現在に至る。
2013年には、回転寿司の「にぎり長次郎」などを運営する株式会社フーズネット、2016年には定食屋の「宮本むなし」を運営する株式会社宮本むなし、2020年には、エイチ・ツー・オーリティリング傘下でそば店の「家族亭」などを運営する株式会社家族亭、イズミヤ、カナートの店舗内で明石焼き・甘味の「ひまわり」などを運営する株式会社サンローリー、2023年には鶏の唐揚げの「鶏笑」を運営する株式会社NISを傘下に収めた。その一方で2017年には創業当初の業態「すし半」を、株式会社すし半に吸収分割した上で株式会社梅の花に全株式を譲渡した。
なお、かつ丼の全国チェーンの一つでもある「かつさと」を運営するヴィレッジフーズ（愛知県田原市） とは資本業務提携を含めて一切関係ない。
かつ丼の「かつや」、唐揚げの「からやま」の関西地方の一部店舗を子会社のサト・アークランドフードサービスが、コーヒーの「ドドールコーヒー」、たこ焼きの「大釜屋」、ゆであげ生パスタの「ポポラマーマ」の関西地方、関東地方の一部店舗、炭火焼き干物定食の「しんぱち食堂」 の関西地方、中部地方の一部店舗、ドーナツと飲茶の「ミスタードーナツ」の関西地方の一部店舗を子会社のM&Sフードサービスがそれぞれ運営している。このほか株式会社家族亭では、東北自動車道羽生パーキングエリアにうどん専門店「羽生製麺処」を出店している。

## 和食さと
和食さと（わしょくさと）は、同社の子会社であるサトフードサービスが運営するファミリーレストランチェーン。
和食をメインとしているファミリーレストランチェーンとしては、日本一の店舗数を誇る。和食がメインだが、洋食のメニューも充実している。食べ放題の「さとしゃぶ」や季節の和膳が主力である。
本社のある関西地方の他、栃木県と群馬県と山梨県を除く関東地方、東海地方にも出店している。ドリンクバーやビール、焼酎、ウイスキー、ワインなども一緒に飲み放題の「さとバル」も大半の店舗で導入している。また一品、デザートメニューも充実しているほかソフトクリームもセルフでお代わり自由である。
2022年9月からは新しい食べ放題メニュー「さと式焼肉」が全店で販売開始された。
モーニングサービスは2023年8月現在実施していないが、最近では2022年4月から約1年にわたり一部の店舗で実施した。10年代にも一時期、一部店舗で実施したことがあったこと や洋食のファミリーレストランを展開していた時期にも一部店舗で一時期実施されたことがあった。
サトフードサービスは「和食さと」のほか、天ぷら・天丼の「さん天」（和歌山県を除く関西2府3県を中心に愛知、埼玉、徳島各県にも展開）、織田作之助の作品の舞台にもなった「夫婦善哉」、弁当と惣菜の「厨房さと」（京阪百貨店すみのどう店）、「サトマルシェ」（近鉄河内小阪駅改札前）も運営している。なお、大阪府堺市に1店舗のみ展開していたしゃぶしゃぶ、すき焼きの「なべいち」は2022年3月31日に閉店し、同年5月30日「和食さと」として新規開店した。

## 食品衛生上の不祥事

### 和食さと放出店での食中毒
2013年12月29日、和食さと放出店で食事をした19人と店員1人の計20人が食中毒を訴えた。一部からノロウイルスが検出され、大阪市に29日から2日間の営業停止を命じられた。発症者はしゃぶしゃぶ（牛ロース、豚ロース、鶏肉、きのこ盛合せ、大根、白ねぎ、もやし、豆腐、鶏つくね）、一品料理（にぎり寿司盛合せ、枝豆、キムチ、茶碗蒸し、ソーセージポテト、半熟玉かけごはん 等）、デザート（バニラアイス、抹茶杏仁、白玉抹茶あずき）などを食していた。

### 和食さと橿原北店での食中毒
2016年1月24日、和食さと橿原北店で食事をした5人が食中毒を訴えた。この5人と従業員1人（体に不調なし）の便からノロウイルスが検出され、奈良県に30日から3日間の営業停止を命じられた。発症者はさとしゃぶプレミアムコース（しゃぶしゃぶ、寿司、ポテトフライ、枝豆、焼き餃子、牛ロースステーキ、焼き鳥盛り合わせ、ミニ天丼、かにご飯 など）を食していた。

## 法令違反

### 労働基準法違反
2016年9月末、大阪労働局過重労働撲滅特別対策班が、法人としての同社及びさん天事業推進部長や店長を含む計5人を労働基準法違反の疑いで書類送検した。社員及びアルバイト従業員計7人に対し、1ヶ月で最大111時間18分の残業をさせた上、法律に定める割増賃金を、最大で224,982円支払っていなかった。
同社が設置した第三者委員会の調査によると、2014年～2015年の全店舗での未払い賃金の合計額は約4億円であった。また、時間外労働の限度に関する労使協定（三六協定）を店舗ごとに結び労働基準監督署に届け出ていたが、労働者代表の選出に不備があり、有効な協定として認められていなかった。なお、同社が労使協定で決めた残業の上限は月40時間であった。全国の労働局は、2008年以降同社の系列店に対し労務管理を改めるよう計18回の改善指導を行っていたが、改善が見られなかった。
これについて大阪区検察庁が2017年2月27日付で略式起訴を行ったが、大阪簡易裁判所は2017年3月6日付で「略式命令は不相当」であると判断し、正式な刑事裁判で審理することになった。2017年6月1日に大阪簡易裁判所で開かれた判決公判では、「全国規模で飲食店を展開する大企業で社会的影響は少なくない。刑事責任は重いと言わざるを得ない」として有罪判決が下された。
なお、2016年11月1日に日本放送協会で放送されたNHKニュースおはよう日本「明らかになる“隠れブラック企業”の実態」、および11月2日に同局で放送されたクローズアップ現代+「まん延する“隠れブラック企業”～密着　特別対策班～」では、
- デジタル入力されている出退勤記録では、残業時間が68時間38分であったにもかかわらず、手書きの報告用紙では残業時間が30時間として申請され、それを正式のものとしていた。
- 勤務記録上では、出勤時刻が12時15分となっていたにもかかわらず、交通系IC乗車カード「ICOCA」には、朝7時30分に店舗の最寄り駅の改札を通った記録が残されており、7時36分に店舗の入口の鍵を開けた記録も残っていた。
- 勤務記録上では、退勤時刻が22時3分となっていたにもかかわらず、23時43分にレジを打っていた記録が残っていた。勤務記録では休日だったはずの日にもレジを打っていた記録が残っていた。

といった、同社の長時間労働と勤務時間偽装の実態が明らかにされた。

## 沿革
- 1968年（昭和43年）
  - 8月 - 株式会社尼崎すし半本店を兵庫県尼崎市に設立。
  - 11月 - 第1号店となる「尼崎本店」を兵庫県尼崎市に開店（現・さとすし半 尼崎本店）。
- 1969年（昭和44年）12月 - 大阪市淀川区に本社兼工場を開設。
- 1970年（昭和45年）
  - 1月 - 恒栄フードサービス株式会社に商号を変更。
  - 1月 - 本社を大阪市淀川区に移転し工場を開設。
- 1974年（昭和49年）7月 - 商号を株式会社サトに変更。
- 1978年（昭和53年）7月 - 洋食店第1号店を兵庫県加古川市[注釈 1]に開店。
- 1979年（昭和54年）
  - 3月 - 関東地区第1号店（洋食店）を神奈川県相模原市に開店。
  - 7月 - 中部地区第1号店（洋食店）を愛知県長久手町に開店。
  - 9月 - 店舗数100店舗達成。
- 1982年（昭和57年）6月 - 堺市に大阪工場を開設、本社工場を移転（本社商品センター）。
- 1984年（昭和59年）3月 - 株式上場（大証2部）。
- 1985年（昭和60年）1月 - 現「和食さと」の原型となる郊外型和食第1号店を奈良県橿原市に開店。
- 1986年（昭和61年）11月 - 米国のホワイト・キャッスルと提携し、100円バーガーとして数店を出店したが、後に撤退[27]。
- 1987年（昭和62年）8月 - 神奈川県相模原市に配送センター設立
- 1988年（昭和63年）9月 - 子会社株式会社芳醇を設立し居酒屋事業に進出
- 1989年（平成元年）
  - 8月 - 株式会社芳醇の株式100%取得。
  - 9月 - 株式を大証1部に指定替え。
- 1990年（平成2年) 7月 - 店舗数200店舗達成。
- 1991年（平成3年) 3月 - 株式会社スインビー・フーズを買収し酒類販売業に進出。
- 1993年（平成5年）
  - 11月 - 低価格郊外和食業態「和食さと」実験を開始。
  - 11月 - 創業社長 重里進逝去。
  - 11月 - 重里欣孝 代表取締役社長就任。
- 1996年（平成8年）4月 - 子会社株式会社芳醇を吸収合併。
- 1997年（平成9年）3月 - 子会社株式会社スインビー・フーズを清算
- 1998年（平成10年）
  - 6月 - 本社商品センターを拡張。
  - 10月1日 - 商号をサトレストランシステムズ株式会社に変更[28]。
- 2000年（平成12年）2月 - 食の安全・安心に関し「安心宣言」をメニュー上で公表。
- 2002年（平成14年）2月 - 洋食店から和食店への業態転換を完了し、和食業態に一本化。
- 2003年（平成15年）2月 - 工場部門がISO9001認定工場（冷食室）の認定取得。
- 2006年（平成18年）
  - 3月 - 本社を堺市へ移転。
  - 11月 - 法善寺MEOUTOビルをリニューアルオープン。
- 2007年（平成19年）
  - 1月 - 同年10月1日を目処に、株式会社フレンドリーを吸収合併することを発表。
  - 3月 - フレンドリーとの合併に関する基本合意の解消を発表。
- 2008年（平成20年）
  - 2月 - 中国 上海に子会社上海莎都餐飲管理有限公司を設立。
  - 7月 - 中国 上海に和食莎都1号店「天山路店」オープン。
  - 9月 - 子会社サト運輸株式会社を清算。
- 2009年（平成21年）
  - 3月 - キッザニア甲子園に「すし店」パビリオンを出展。
  - 6月 - しゃぶしゃぶ食べ放題「さとしゃぶ」販売開始。
- 2010年（平成22年）
  - 8月 - 子会社上海莎都餐飲管理有限公司の出資持分の81%を譲渡。
  - 10月 - サト・アークランドフーズ株式会社を設立。
  - 10月 - 台湾第1号店を開店。
  - 10月 - 「かつや」第1号店を堺市西区に開店。
- 2012年（平成24年）
  - 1月 - 本社移転、本社商品センターの閉鎖及び外部委託を発表。
  - 6月 - 「CSR報告書」初版を発行。
  - 8月 - 「天丼・天ぷら本舗 さん天」第1号店を大阪市住吉区に開店。
  - 10月 - 自社製造・加工食材をアウトソーシング化し工場部門を閉鎖。
  - 10月 - 物流事務所を大阪市住吉区に開設。
  - 11月 - 本社を大阪市中央区に移転。
- 2013年（平成25年）
  - 7月 - 株式会社フーズネットを完全子会社化[29]。大証と東証との現物株市場統合に伴い、東証1部に指定替え。
  - 9月 - インドネシア第1号店を開店。
- 2014年（平成26年）10月 - タイ1号店を開店。
- 2016年（平成28年）
  - 2月 - 統一上都朌份有限公司を完全子会社化（社名を台湾上都餐飲朌份有限公司に変更）。
  - 9月 - UG・宇都宮から吸収分割された株式会社宮本むなしを完全子会社化[30][31]。
  - 10月 - すし半法善寺店総本店を閉店。
- 2017年（平成29年）
  - 3月 - CHOJIRO法善寺店を開店。
  - 4月 - 重里欣孝 取締役会長就任。
  - 4月 - 重里政彦 代表取締役執行役員社長就任。
  - 4月 - 「すし半」事業を株式会社すし半に吸収分割した上で、株式会社すし半の全株式を株式会社梅の花に譲渡[32]。
  - 10月 - 事業をサトフードサービス株式会社に吸収分割して持株会社化。商号をSRSホールディングス株式会社に変更[33]。
- 2018年（平成30年）
  - 4月 - グループ全店禁煙化。
  - 8月 - 創立50周年。
- 2019年（令和元年）5月 - エイチ・ツー・オーリテイリングと資本業務提携を締結。
- 2020年（令和2年）2月 - エイチ・ツー・オーリテイリング傘下だった株式会社家族亭と株式会社サンローリーを完全子会社化。
- 2021年（令和3年）4月 - 株式会社宮本むなしが同年4月1日付をもってサンローリーを吸収合併。同時にM&Sフードサービス株式会社に社名変更[34]。
- 2022年（令和4年）4月 - 東京証券取引所の市場区分見直しにより東京証券取引所の市場第一部からプライム市場に移行。
- 2023年（令和5年）2月 - 株式会社NISの発行済み株式を100%取得。

## 関連会社

### 子会社
- サトフードサービス株式会社 - 出資比率100%。和食さと、天丼・天ぷら本舗 さん天、夫婦善哉（ぜんざい店）の運営。
- 株式会社フーズネット - 出資比率100%。にぎり長次郎、CHOJIRO、にぎり忠次郎（寿司店）の運営。
- 株式会社家族亭 - 出資比率100％。家族亭、花旬庵、三宝庵、得々（麺類店）の運営。
- 株式会社アミノ - うまい鮨勘、ゆとろぎ、うまい鮨勘別館 鮨正、銀座鮨正、回転すし まるくに他の運営。
- M&Sフードサービス株式会社 - 出資比率100%。めしや宮本むなし（定食）、ひまわり（明石焼き・甘味）等の運営。
- 株式会社NIS - 鶏笑、サトマルシェ、厨房さと、一福の運営。
- 株式会社シンガ - ビフテキ 牛ノ福、勝福惣店、きらりCUCINA、近鉄ビアガーデンの運営。
- サト・アークランドフードサービス株式会社 - 出資比率51%（アークランドサービスホールディングスとの合弁会社）。かつや（とんかつ・カツ丼店）他の運営。
- 台湾上都餐飲股份有限公司 - 台湾における和食さとの運営。

### 海外合弁会社
- Nippon Tei Sato Co., Ltd. - タイにおける和食さと、さと丼の運営。
- PT.INDOSATO JAYA MAKMUR - インドネシアにおける和食さと、Washokusato Eat&Goの運営。

## テレビ番組
- 日経スペシャル カンブリア宮殿 新業態を続々オープン！ 巨大和食チェーン大躍進の全貌（2022年2月3日、テレビ東京）- 会長・重里欣孝出演[35]。